# IC 2637
IC 2637 је елиптична галаксија у сазвјежђу Лав која се налази на листи објеката дубоког неба у Индекс каталогу.
Деклинација објекта је + 9° 35' 12" а ректасцензија 11h 13m 49,6s. Привидна величина (магнитуда) објекта IC 2637 износи 12,9 а фотографска магнитуда 13,9. IC 2637 је још познат и под ознакама UGC 6259, MCG 2-29-11, MK 732, CGCG 67-36, IRAS 11112+0951, PGC 34199.